# Спара, Пейдж
Пейдж Спара (англ. Paige Spara, род. 9 августа 1989) — американская актриса. Наибольшую известность ей принесли роли в сериалах «Парень с работы» и «Хороший доктор».

## Ранние годы
Пейдж Спара родилась в Вашингтоне, штат Пенсильвания, в семье владельца парикмахерской Кевина Спара и стоматолога Ким Спара. Пейдж — средний ребёнок, у неё есть старшая сестра Тейлор и младший брат Джесси. Уже в школе Пейдж начала интересоваться театром и актёрской игрой, участвовала в школьных постановках. В 2008 году Пейдж окончила школу и поступила в Университет Пойнт Парк в Питтсбурге. Через два года она перевелась в Колледж Мэримаунт Манхэттен, где в 2012 году получила степень бакалавра по театральному искусству. После окончания учёбы переехала в Лос-Анджелес.

## Карьера
В 2015 году получила одну из главных ролей в сериале «Парень с работы», сыграв Одри Пятигорски. Партнёром Пейдж по шоу стал Ноа Рид. Всего было снято десять серий, и в том же году сериал был закрыт. В 2017 году Пейдж снялась в фильме «В гостях у Элис» с Риз Уизерспун в главной роли. В том же 2017 году начала сниматься в сериале «Хороший доктор» в роли Леи Делайло. Её партнёром по съёмкам стал Фредди Хаймор. Во втором сезоне сериала её повысили до основного состава. 19 апреля 2023 года телесериал был продлен на седьмой сезон.
В 2017 году Спара снялась в клипе американского поп-исполнителя Lauv на песню «I Like Me Better».
Ещё до своей первой роли Одри Пятигорски в сериале «Парень с работы» Пейдж снялась в рекламных роликах Forevermark Jewelry, Sally Hansen nails и Volkswagen Golf.

## Фильмография
| Год       |     | Русское название  | Оригинальное название | Роль                        |
| --------- | --- | ----------------- | --------------------- | --------------------------- |
| 2010      | кор | —                 | Prospect Street       | Камилла                     |
| 2014      | кор | —                 | What Showers Bring    | Лиа                         |
| 2015      | док | —                 | Audition              | женщина / в роли самой себя |
| 2015      | с   | Парень с работы   | Kevin from Work       | Одри Пятигорски             |
| 2015      | кор | —                 | After the Hurricane   | Чарли                       |
| 2017      | ф   | В гостях у Элис   | Home Again            | бармен                      |
| 2017—2024 | с   | Хороший доктор    | The Good Doctor       | Лея Дилалло                 |
| 2020      | ф   | В поисках счастья | She’s in Portland     | Мэллори                     |